# Desa Rengas (administrativ by i Indonesien, Banten)
Desa Rengas är en administrativ by i Indonesien.   Den ligger i provinsen Banten, i den västra delen av landet. Huvudstaden Jakarta ligger i Desa Rengas.